# Sandra Annenberg
Sandra Annenberg (São Paulo, 5 de junho de 1968) é uma jornalista e atriz brasileira. Trabalhou como âncora e editora executiva do Jornal Hoje e do programa Como Será?. Atualmente apresenta o Globo Repórter.

## Biografia
Nascida na capital paulista em 5 de junho de 1968, é filha de Alexandre Annenberg Neto, um engenheiro eletrônico, e de Débora Takser, uma produtora de televisão, sendo irmã mais nova do político Daniel Annenberg. Sandra é descendente de judeus poloneses por parte de sua mãe e neta de judeus Russo-Ucranianos e judeus romenos por parte de seu pai, refugiados da Segunda Guerra Mundial. Seus avós paternos e maternos vieram para o Brasil imigrando para fugir do nazismo na Europa, do antissemitismo e do holocausto na década de 1930. Por sua mãe ter sido produtora de televisão na TV Cultura durante décadas, Sandra cresceu nos estúdios da emissora de televisão, de onde nasceu seu interesse pela televisão.
Sandra é formada em jornalismo pela Faculdades Integradas Alcântara Machado (FIAM). Também cursou Teatro na Escola de Arte Dramática da ECA-USP, embora não tenha se formado.

## Formação e carreira
Na época, decidiu que queria trabalhar na TV, e já sonhava atuar no cinema. Sandra começou a fazer comerciais para a televisão aos sete anos. Fez mais de cinquenta. Em 1982, com quatorze anos, tornou-se repórter do programa da TV Gazeta Crig-Rá, de jovens para jovens, da produtora independente Olhar Eletrônico. O programa foi dirigido pelo hoje cineasta Fernando Meirelles. Ela fazia reportagens sobre sexo e entrevistava pessoas na rua com conversas pautadas na sexualidade, especialmente dos jovens. Ali se iniciou a construção de sua inclinação profissional ao jornalismo.
Em 1983, aos quinze anos, tornou-se apresentadora do programa Show do Esporte ao lado de Luciano do Valle e Juarez Soares e, em 1984, comandou o TV Criança ambos na Rede Bandeirantes. Neste mesmo ano, a jornalista retorna à TV Cultura e comanda o programa esportivo Vitória, além do programa de música clássica Grandes Concertos e dos Festivais de MPB.
Por volta de 1984, a apresentadora retomou sua profissão de atriz, fazendo uma pequena participação no espetáculo Um Dia Muito Especial, ao lado de Tarcísio Meira e Glória Menezes. Tomou gosto pela coisa e foi fazer a Escola de Arte Dramática na USP.
Em 1985, estreou no elenco do programa Bronco, transmitido ao vivo. Permaneceu dois anos no programa, onde contracenou com Ronald Golias, Renata Fronzi e Nair Bello. Em 1988, fez a minissérie Chapadão do Bugre.
Na Globo, Sandra estreou no seriado Tarcísio & Glória, em 1988. Também atuou na novela Pacto de Sangue (1989) e nas minisséries República (1989) e A, E, I, O... Urca (1990), quando viveu uma empregada doméstica "avançadinha". Também na novela Cortina de Vidro do SBT de Walcyr Carrasco em 1989 e fazia o papel de uma operária. Fez também a novela Mandacaru na TV Manchete.
Ainda em 1990, transferiu-se para o SBT, onde participou da novela Cortina de Vidro. Foi seu último trabalho como atriz, pois voltou a procurar trabalho como apresentadora. Foi contratada pela Rede Record. Nessa época trocou definitivamente a atuação pelo jornalismo; na Rede Record foi apresentadora do Sport Shopping Show, ao lado de Osmar Santos, além do Super Esporte e do TV Franchising, que ia ao ar aos domingos às 7h. Após estrear no último programa ganhou notoriedade e chamou atenção do jornalismo da Globo, o que lhe rendeu um convite para fazer um teste como moça do tempo. Sandra fez o teste e passou.

#### Na Rede Globo
Em 1991, aos 23 anos, entrou para a TV Globo de São Paulo e estreou como garota do tempo do telejornal São Paulo Já. No mês seguinte, começou a apresentar a previsão do tempo no Jornal Nacional, tornando-se a primeira mulher a ter um quadro fixo no telejornal e a entrar todo dia no JN. Para ela, aquele foi o momento de ruptura entre a fantasia e a realidade e ela abriu mão da ficção e abraçou o jornalismo. Fez vestibular, passou e iniciou o curso de jornalismo ao mesmo tempo em que trabalhava.
Em abril de 1993, foi promovida a apresentadora do Fantástico junto com Celso Freitas e Fátima Bernardes. Apresentou edições marcantes, como a dedicada à morte do piloto Ayrton Senna, em 1994.
Depois de três anos apresentando o programa, produzido no Rio de Janeiro, pediu para sair e voltou para São Paulo, onde entre 1996 e 1997 tornou-se apresentadora e editora-executiva do jornal SPTV 1ª Edição.
No ano de 1996, participou da equipe responsável pela cobertura dos Jogos Olímpicos de Atlanta. No ano seguinte, acumulou as funções de apresentadora e editora-executiva do Jornal da Globo.
Em 1998, voltou ao Rio de Janeiro para assumir as mesmas funções no comando do Jornal Hoje. Sandra estava na bancada no JH quando a redação do telejornal foi transferida para São Paulo, em janeiro de 1999. Ela deixou o cargo em outubro daquele ano, para se tornar repórter especial do Jornal da Globo.
Com a chegada de Ana Maria Braga à Globo, em outubro de 1999, a direção da CGJ decidiu mudar o formato do Jornal Hoje. Sandra deixou a apresentação do jornal e, em janeiro de 2000 mudou-se para Londres, assumindo o posto de correspondente internacional e chefe do escritório local da Globo. Entre os muitos acontecimentos cobertos, destacam-se os acidentes com o avião franco-britânico Concorde, o submarino russo Kursk, a queda do ditador da Sérvia, Slobodan Milosevic, e as repercussões do ataque às Torres Gêmeas em Nova York.
Em 2002 voltou ao Brasil, apresentando o SPTV 1ª Edição ao lado de Chico Pinheiro Em 2003, Sandra voltou para a apresentação do Jornal Hoje com Carlos Nascimento, quem em 2004 foi para a Rede Bandeirantes, sendo substituído por Evaristo Costa. Em 04 de abril de 2005, acumulou também a função de editora-chefe e apresentadora na parte da manhã do telejornal Globo Notícia. Sandra participou das coberturas das Copas do Mundo-FIFA da Alemanha-2006 e da África do Sul-2010.
Sandra cobriu também a escolha do papa Bento XVI em 2005 e os Jogos Pan-americanos no Rio de Janeiro, em 2007. Coube também à jornalista, em março de 2013, informar ao vivo a escolha do sucessor de Bento XVI, o papa Francisco.
Em 2008, Sandra recebeu o prêmio Mulher Imprensa como melhor âncora do país. Voltou a ganhar o prêmio em 2009, 2014 e 2016.[carece de fontes?]
Em 2011, um link ao vivo para o Jornal Hoje foi interrompido quando dois homens avançaram sobre a repórter Monalisa Perrone, que cobria um tratamento de saúde realizado pelo ex-presidente Lula num hospital em São Paulo. Estarrecida, Sandra Annemberg reagiu com uma frase que virou seu hit na internet: “Que deselegante!”.
Em 2013 Sandra Annenberg ganhou o troféu de Melhor Jornalista na premiação Melhores do Ano do programa Domingão do Faustão referentes ao ano de 2012.[carece de fontes?] Em 2013, voltou a fazer parte do rodízio de apresentadores do Jornal Nacional, após a ida de Renata Vasconcellos para o Fantástico.
A partir de 02 de junho de 2012, Sandra Annenberg passou a acumular seu trabalho no Jornal Hoje e no Globo Notícia com a apresentação dos programas reunidos no Globo Cidadania, Globo Ecologia, Globo Ciência, Globo Educação, Globo Universidade e Ação, substituindo Serginho Groisman. Em 2014, o programa mudou de formato, passando a englobar as edições semanais do Globo Ciências, Globo Ecologia, Globo Universidade e Globo Cidadania. Sandra continuou na apresentação do novo programa, que passou a chamar-se Como Será.
Sandra Annenberg apresentou o Jornal Nacional até abril de 2019, quando pediu para deixar o telejornal para dedicar-se à apresentação do Jornal Hoje e às gravações de Como Será?, em São Paulo.
Em setembro de 2019 passou a apresentar o Globo Repórter.

## Vida pessoal
Sandra é casada, desde 1994, com o também jornalista da TV Globo Ernesto Paglia. Em 2003 tiveram a única filha, Elisa Annenberg Paglia. Em 2020 Elisa passou no vestibular para Artes cênicas. Seu objetivo é atuar profissionalmente como atriz.
Em junho de 2016, durante uma entrevista à revista Contigo!, a jornalista revelou que já havia sofrido discriminação, preconceito e ter sido vítima de assédio sexual. "As mulheres sempre tiveram sobrecarga de trabalho porque acumularam a função de mãe, dona de casa e trabalhar fora. Eu fui discriminada, sofri preconceito, sofri assédio sexual, como todas as mulheres, mas eu fui reagindo".
Em 2020, Sandra comemorou a entrada da filha na faculdade. Elisa entrou para a "NYU Tisch School of the Arts".

## Filmografia

### Televisão
| Ano              | Título                   | Cargo / Personagem   | Notas                      |
| ---------------- | ------------------------ | -------------------- | -------------------------- |
| 1983             | Crig-Rá                  | Repórter             |                            |
| 1983             | Show do Esporte          | Repórter             |                            |
| 1984             | TV Criança               | Apresentadora        |                            |
| 1985             | Vitória                  | Apresentadora        |                            |
| 1985–86          | Grandes Concertos        | Apresentadora        |                            |
| 1987             | Bronco                   | Julinha              | Temporada 1                |
| 1988             | Chapadão do Bugre        | Vicença              |                            |
| 1988             | Tarcísio & Glória        | Júlia Lazzarini      |                            |
| 1989             | Pacto de Sangue          | Celeste Mendonça     |                            |
| 1989             | República                | Dora Gusmão          |                            |
| 1989             | Cortina de Vidro         | Ângela Campos        |                            |
| 1990             | A, E, I, O... Urca       | Carmencita           |                            |
| 1990–91          | Sport Shopping Show      | Apresentadora        |                            |
| 1990–91          | Super Esportes           | Apresentadora        |                            |
| 1991–92          | São Paulo Já             | Colunista            | Previsão do tempo          |
| 1992             | Jornal Nacional          | Colunista            | Previsão do tempo          |
| 1993–96          | Fantástico               | Apresentadora        |                            |
| 1996–97          | SPTV                     | Apresentadora        |                            |
| 1997–98          | Jornal da Globo          | Apresentadora        |                            |
| 1998–99; 2003–19 | Jornal Hoje              | Apresentadora        |                            |
| 2000–03          | Jornal Nacional          | Correspondente       |                            |
| 2002             | SPTV                     | Apresentadora        |                            |
| 2005–14          | Globo Notícia            | Apresentadora        |                            |
| 2012–14          | Globo Cidadania          | Apresentadora        |                            |
| 2014–20          | Como Será?               | Apresentadora        |                            |
| 2019–presente    | Globo Repórter           | Apresentadora        |                            |
| 2019–presente    | Retrospectiva            | Apresentadora        |                            |
| 2025             | The Masked Singer Brasil | Carminha (15º lugar) | Temporada 5                |
| 2025             | Tributo                  | Ela mesma            | Episódio:"Walcyr Carrasco" |

### Cinema
| Ano  | Título          | Personagem | Notas          |
| ---- | --------------- | ---------- | -------------- |
| 1992 | Jogo da Memória | Ana        | Curta-metragem |

## Teatro
| Ano  | Título                             | Personagem |
| ---- | ---------------------------------- | ---------- |
| 1974 | Um Dia Ideal para os Peixe-Bananas | Sharon     |
| 1984 | Um Dia Muito Especial              | Lúcia      |
| 2023 | Pedro e o Lobo                     | Narradora  |

## Prêmios e indicações
| Ano  | Prêmio          | Indicação                         | Resultado |
| ---- | --------------- | --------------------------------- | --------- |
| 2012 | Melhores do Ano | Melhor Jornalista                 | Venceu    |
| 2014 | Melhores do Ano | Melhor Jornalista                 | Indicada  |
| 2015 | Melhores do Ano | Melhor Jornalista                 | Indicada  |
| 2016 | Melhores do Ano | Melhor Jornalista                 | Venceu    |
| 2017 | Melhores do Ano | Melhor Jornalista                 | Venceu    |
| 2018 | Melhores do Ano | Melhor Jornalista                 | Venceu    |
| 2019 | Melhores do Ano | Melhor Jornalista                 | Indicada  |
| 2019 | Troféu Imprensa | Melhor Apresentador de Telejornal | Venceu    |
| 2019 | Troféu Internet | Melhor Apresentador de Telejornal | Venceu    |